# Домашний чемпионат Великобритании 1980/1981
Домашний чемпионат Великобритании 1980/81 (англ. 1980–81 British Home Championship), или Домашний международный чемпионат 1980/81 (англ. 1980–81 Home International Championship) — восемьдесят шестой розыгрыш Домашнего чемпионата, футбольного турнира с участием сборных четырёх стран Великобритании (Англии, Шотландии, Уэльса и Северной Ирландии).
Чемпионат не был завершён, поэтому победителя в нём не было.
5 мая 1981 года лидер Временной Ирландской республиканской армии Бобби Сэндс умер в тюрьме Мэйз после 66-дневной голодовки, что спровоцировало волну протестов и насилия со стороны республиканцев в Северной Ирландии. Сборные Англии и Уэльса, которые должны были поехать в Белфаст на стадион «Уиндзор Парк», из соображений безопасности отказались это делать. В итоге было решено досрочно завершить турнир.
Из всёх четырёх сборных все свои матчи сыграла только сборная Шотландии. Валлийцы и англичане успели провести по два матча, а североирландцы — только один.

## Турнирная таблица
| Поз | Команда           | И | В | Н | П | МЗ | МП | РМ | О |
| --- | ----------------- | - | - | - | - | -- | -- | -- | - |
| 1   | Шотландия         | 3 | 2 | 0 | 1 | 3  | 2  | +1 | 4 |
| 2   | Уэльс             | 2 | 1 | 1 | 0 | 2  | 0  | +2 | 3 |
| 3   | Англия            | 2 | 0 | 1 | 1 | 0  | 1  | −1 | 1 |
| 4   | Северная Ирландия | 1 | 0 | 0 | 1 | 0  | 2  | −2 | 0 |

## Результаты матчей
| Уэльс        | 2:0     | Шотландия |
| ------------ | ------- | --------- |
| Уолш 17′ 20′ | (отчёт) |           |

| Шотландия                   | 2:0     | Северная Ирландия |
| --------------------------- | ------- | ----------------- |
| - Стюарт 5′ - Арчибальд 49′ | (отчёт) |                   |

| Англия | 0:0     | Уэльс |
| ------ | ------- | ----- |
|        | (отчёт) |       |

| Англия | 0:1                  | Шотландия            |
| ------ | -------------------- | -------------------- |
|        | (отчёт) (видеоотчёт) | Робертсон 64′ (пен.) |

## Бомбардиры
- 2 гола
  -  Иан Уолш

- 1 гол
  -  Стив Арчибальд
  -  Джон Робертсон
  -  Рэй Стюарт